# Lijst van VOC-gouverneurs van Ternate

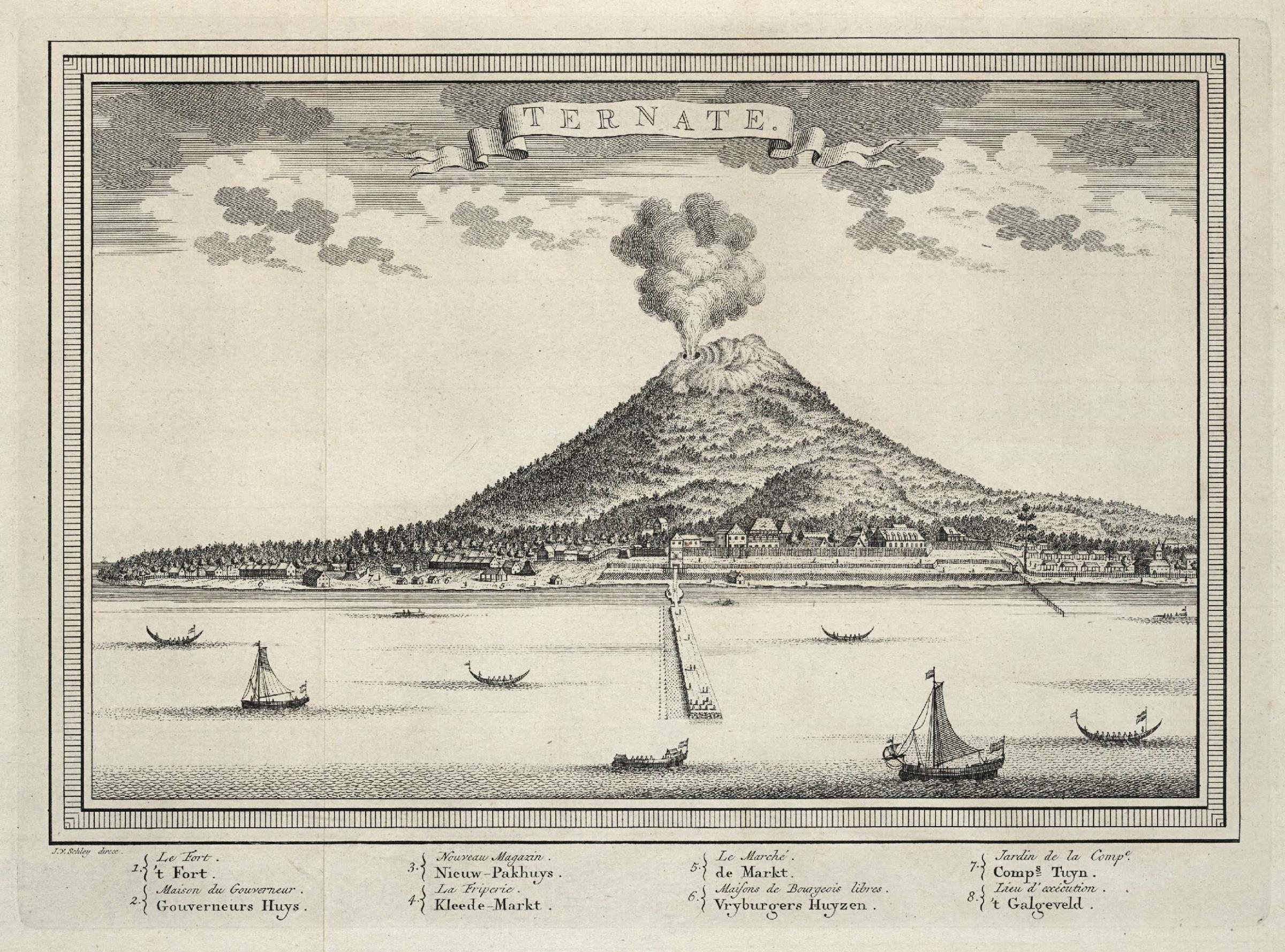
Ternate ca. 1753.

Dit is een lijst van VOC-gouverneurs van Ternate. De VOC was vanaf 1607 aanwezig op Ternate en bouwde daar fort Oranje. Vanaf 1610 zetelde er een gouverneur. Vóór de stichting van Batavia in 1619 was hier het hoofdkwartier van de VOC in Azië. In 1800, na het faillissement van de VOC, werd het bestuur onder de regering van de Molukken gesteld. De lijst van VOC-gouverneurs van Ternate tot 1799 is als volgt:
- 1610-1611 Paulus van Caerden
- 1612-1616 Pieter Both
- 1616-1619 Laurens Reaal
- 1619-1623 Frederik de Houtman
- 1623-1627 Jacques le Febvre
- 1627-1629 † Gilles van Seyst
- 1629-1633 Gijsbert van Lodestein
- 1633-1635 Johan Ottens
- 1635-1640 Jan van Broekom
- 1640-1642 Anthony Caan
- 1642-1648 Wouter Seroyen
- 1648-1653 Gaspar van de Bogaerde
- 1653-1656 Jacob Hustaerdt
- 1656-1662 Simon Cos
- 1662-1667 Anthony van Voorst
- 1667-1669 Maximiliaan de Jong
- 1669-1672 † Abraham Verspreet
- 1672-1674 † Cornelis Francx
- 1675-1675 † Willem van den Corput
- 1676 † David Hartouwer (benoemd, stierf onderweg naar Ternate)
- 1677-1682 Robertus Padtbrugge
- 1682-1686 Jacob Lobs
- 1686-1689 Johan Henrik Thim
- 1689-1691 Johannes Cops
- 1691 † Willem Bastinck (benoemd, stierf nog op Banda)
- 1692-1996 Cornelis van der Duyn
- 1696–1701 Salomon le Sage
- 1701–1706 Pieter Rooselaar
- 1706–1710 Jacob Claesz.
- 1710–1715 David van Petersom
- 1715–1720 Jacob Bottendorp
- 1720–1722 Anthony Heynsius
- 1723–1724 † Jacob Cloeck
- 1724–1728 Johan Happon
- 1728–1731 † Jacob Christiaen Pielat
- 1731–1735 Elias de Haeze
- 1735–1737 Paulus Rauwenhoff
- 1737–1739 Martinus Storm
- 1739–1744 Marten Lelievelt
- 1744–1750 Gerard van Brandwijk van Blokland
- 1750–1754 Johan Elias van Mylendonck
- 1754–1758 Abraham Abeleven
- 1758–1766 Jacob van Schoonderwoerd
- 1766–1767 Hendrik Breton
- 1767–1771 Hermanus Munnik
- 1771–1778 Paulus Jacob Valckenaer
- 1778–1780 Jacob Roeland Thomaszen
- 1780–1793 † Alexander Cornabé
- 1793–1795 Johannes Ekenholm
- 1795–1799 Johan Godfried Budach
- 1799–1803 Willem Jacob Cranssen